# Beilstein Journal of Nanotechnology
Beilstein Journal of Nanotechnology (ook BJNANO) is een internationaal, aan collegiale toetsing onderworpen wetenschappelijk tijdschrift op het gebied van de nanotechnologie. De naam wordt in literatuurverwijzingen meestal afgekort tot Beilstein J. Nanotechnol.
Het wordt uitgegeven door het Beilstein-Institut zur Förderung der Chemischen Wissenschaften.
Het eerste nummer verscheen in 2010.